# 샘 하디

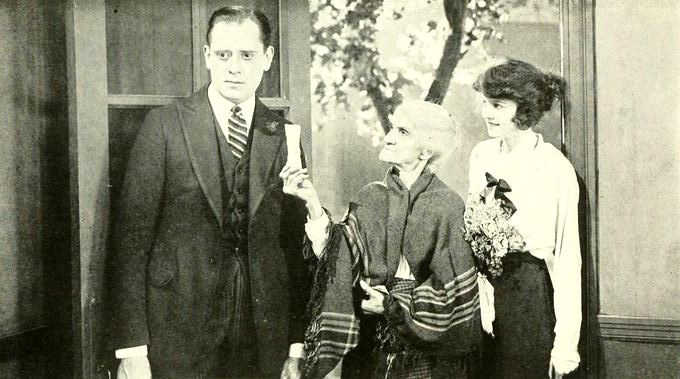

샘 하디(Sam Hardy, 1884년 3월 21일 ~ 1935년 10월 16일)는 미국의 배우, 각본가, 영화 프로듀서이다.
뉴헤이븐에서 태어났으며 할리우드에서 사망하였다.

## 영화
- 리틀 미스 마커 (1934년)
- 트랜서틀랜틱 메리-고-라운드 (1934년)
- 커튼 엣 에이트 (1933년)
- 킹콩 (1933년) - 찰스 웨스톤 역
- 기적의 여인 (1931년)
- 송 오브 더 웨스트 (1930년)
- 플로로도라 걸 (1930년)
- 온 위드 더 쇼! (1929년)